# Howard Arthur Allen
Howard Arthur Allen (n. 10 februarie 1949, Indiana, SUA – d. 5 iunie 2020) a fost un ucigaș în serie american din Indianapolis, Indiana. El a ucis trei persoane în vârstă și a comis, de asemenea, agresiuni, spargeri și incendieri. La 11 iunie 1988, a fost condamnat la moarte prin injecție letală pentru uciderea Ernestinei Griffin.
A fost deținut în închisoarea Wabash Valley Correctional Facility⁠(d).